# Scotch-Brite

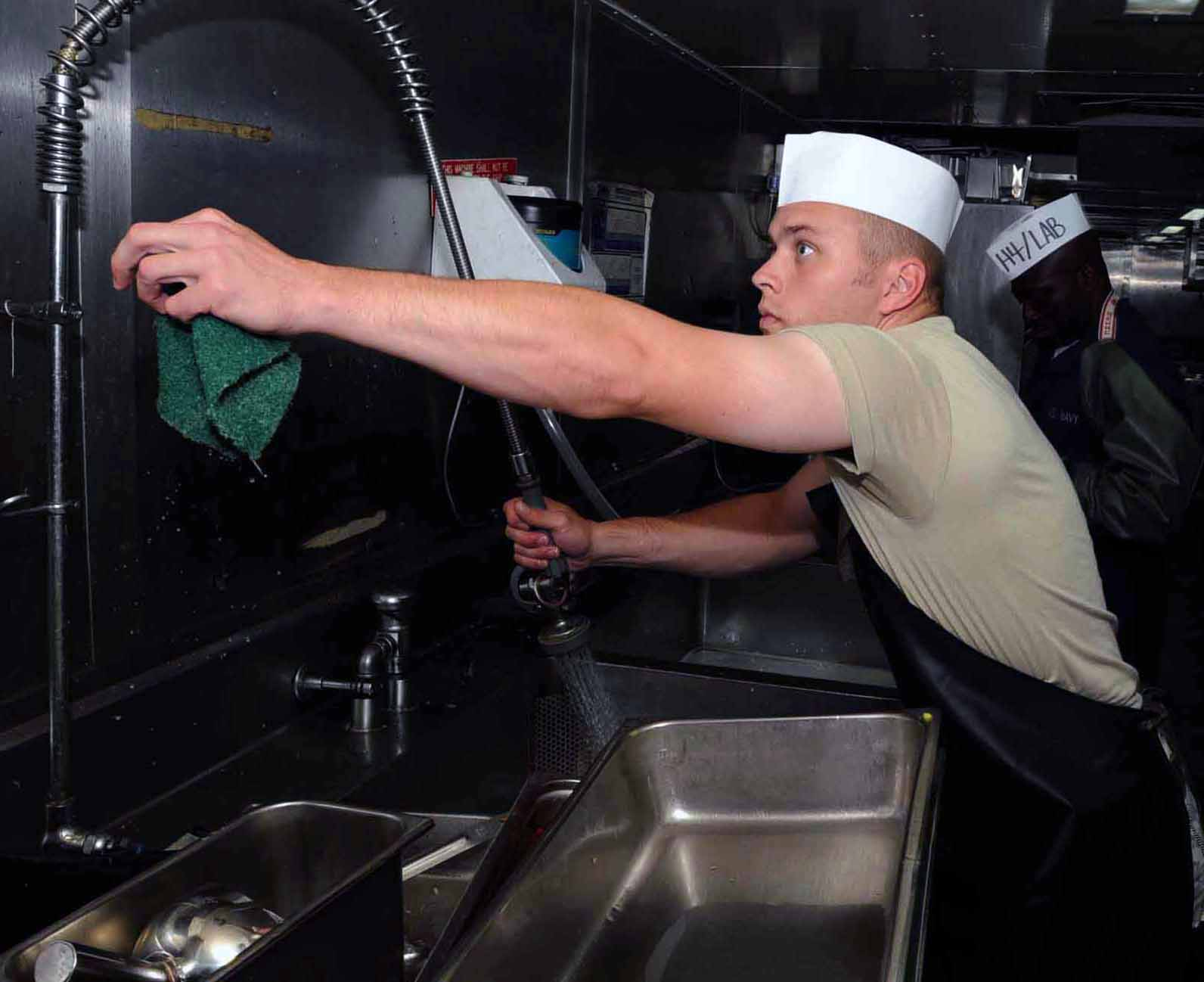
Mariner netejant amb un Scotch-Brite.

Scotch-Brite és una línia de productes abrasius fabricats per 3M. La línia de productes inclou estris de neteja i eines per a ús domèstic, com ara el rentat de plats i estris de cuina, així com diversos tipus de superfícies per a aplicacions industrials, com ara discos, cinturons i raspalls rotatius, amb composicions i nivells de duresa variables.

## Història
Scotch-Brite es va introduir durant els anys cinquanta. El seu desenvolupament va continuar fins al segle XXI amb nous productes per a diversos caps de neteja.
Els fregalls abrasius Scotch-Brite i similars han substituït en gran manera l'ús dels de llana de bronze, que s'havia utilitzat com a alternativa contra el rovell a la llana d'acer, per a fer-ne ús amb certs materials que serien sensibles al rovell.

## Estructura
L'estructura dels fregall Scotch-Brite està creada a base d'un polímer dispers, com la cel·lulosa, el niló o la fibra de polipropilè. Els productes utilitzen diverses varietats de materials abrasius per a endurir-los i, com ara òxid d'Alumini (alúmina), diòxid de Titani i resines. Tot i que els polímers base es poden considerar molt suaus, la composició amb altres materials millora considerablement els seu poder abrasius; en la mesura que un fregall Scotch-Brite resistent (que conté tant òxid d'alumini com òxid de titani) realment poden ratllar el vidre.